# ЕРС-контракт
EPC (від англ. Engineering, procurement and construction) — спосіб укладання контракту в будівельній галузі для втілення великих будівельних проєктів приватним бізнесом. В українському законодавстві нема окремого положення про EPC-контракти.

## Опис
При використанні EPC-контракту підрядник виконує функції замовника:
- Інжиніринг (engineering) — пошукові, проєктні та погоджувальні роботи;
- Постачання (procurement) — стадія виробництва, закупівля матеріалів і устаткування для виконання всього проєкту;
- Будівництво (construction) — будівельні, складальні і пусконалагоджувальні роботи[3].

Існують випадки, коли підрядник бере відповідальність за ризики щодо дотримання графіку робіт, а також щодо виконання бюджету з фіксацією ціни по EPC-контракту. У цьому випадку при зміні цін у субпідрядників або при виникненні не врахованих в контракті робіт або витрат, підрядник покриває їх самостійно. В таких ситуаціях ціна всього EPC-контракту оголошується підрядником замовнику єдиною (паушальною) сумою.
Проте виділяють різновиди EPC-контракту. Наприклад, «EP» — Контрактором виконуються тільки стадії «E» і «P», а будівництво забезпечується Інвестором самостійно.

## Зобов'язання контрактора і інвестора
Після укладання EPC-контракту підрядник стає відповідальним за виконання проєкту, згідно з визначеними в угоді умовами. EPC-підрядник може на свій страх і ризик залучати субпідрядників і постачальників матеріалів і обладнання для виконання різних завдань проєкту. Після завершення етапів робіт інвестор виплачує підряднику належну суму за вирахуванням вже виданих авансів.
Проєкти виконуються успішно в разі, якщо інвестор:
- фіксує в контракті план фінансування;
- описує в контракті рамки і рівень якості робіт;
- зазначає в контракті етапи і терміни робіт;
- чітко визначає розміри штрафів та умови, при яких вони накладаються.

Проєкти виконуються успішно в разі, якщо підрядник:
- перекладає відповідні умови EPC-контракту на субпідрядників і постачальників;
- дотримується термінів і відповідних етапів роботи;
- ретельно контролює виконання робіт, щоб уникнути помилок і необхідності їх усувати.

## Фактор фіксації ціни
Основним аргументом вибору замовника EPC-контракту (інвестора) є фіксування ціни контракту. Однак у випадку втручання Інвестора на етапі реалізації контракту і внесення змін до нього повинна бути передбачена процедура внесення таких змін, з відповідним коригуванням цін, термінів, якості та ризиків.

## Відповідальність замовника
Щоб успішно реалізувати проект, інвестор повинен вибирати досвідченого EPC-підрядника. При цьому інвестор обов'язково перевіряє основні етапи реалізації контракту за допомогою своїх або залучених незалежних фахівців.